# 2916 Воронвелія
2916 Воронвелія (2916 Voronveliya) — астероїд головного поясу, відкритий 8 серпня 1978 року.
Тіссеранів параметр щодо Юпітера — 3,630.
Названо на честь радянського астронома Бориса Олександровича Воронцов-Вельямінова.